# Indolestes guizhouensis
Indolestes guizhouensis är en trollsländeart som beskrevs av Zhou 2005. Indolestes guizhouensis ingår i släktet Indolestes och familjen glansflicksländor. Inga underarter finns listade i Catalogue of Life.